# PSYREN
《PSYREN－決戰遊戲－》是日本漫畫家岩代俊明繼《鬼眼人》後於《週刊少年Jump》2008年1號開始連載的漫畫作品。已於2010年52號結束連載。
故事中的主角，夜科揚羽是一個高中生，被怪人尼彌西斯Q選中參加PSYREN遊戲。遊戲進行的地方是一片荒原，事實上為十年後的世界。夜科揚羽與他的同伴試圖改變未來、拯救世界。

## 概要及故事
有天回家途中，揚羽發現一個正在鳴響的公用電話。
他拿起聽筒，沒有人回應，但他看見了一張電話卡，卡上寫著「PSYREN」。
雨宮櫻子，揚羽的同班同學，有天突然失蹤了。由於她失蹤前曾經提及PSYREN，於是揚羽便希望用那張電話卡尋找她。
回答完一個祥盡的問卷調查後，揚羽被問及想去PSYREN世界與否。
第二天，揚羽接聽了一個電話後便到達了PSYREN世界。
那裡居住了很多稱為禁忌人種的怪物。
要在那裡生存，人們必須利用PSI力量進行戰鬥。

經過多次到PSYREN世界的旅行，揚羽一行知道了PSYREN世界事實上是十年後的世界。
並知道了世界被毀滅的原因是W.I.S.E組織與一顆流星(烏諾伯諾斯)。

## 世界觀

### PSYЯEN（Sairen）
故事舞台為現代的日本，全國接連發生人口失蹤事件。市區謠傳著“祕密結社PSYREN”的都市傳說。而都市傳說謠言著祕密結社PSYREN的使者“怪人尼彌西斯Q”集結厭世的人們前往新的樂園。而想要進入“樂園”，就必須要從尼彌西斯Q那裡得到紅色的電話卡。而占卜師天樹院艾爾莫願意提供5億元懸賞給解開PSYREN之謎的人，但唯一的線索“紅色電話卡”得手不易，且價格昂貴，有很多人上網拍賣，但大多都是假的。
事實上，經由尼彌西斯Q給予的紅色電話卡所到的地方是已經荒廢已久的日本，也就是未來世界。

#### 遊戲簡介
在尼彌西斯Q播號後，紅色電話卡的持有者腦中會開始響起電話鈴聲，當電話卡持有者按下手機的通話鍵後，會立刻被傳送至PSYREN世界（電話鈴聲會給腦中帶來很大的衝擊，如果不接，就有可能受到超大音量衝擊而使頭腦崩潰）。只要是持有電話卡的人通通都會接到尼彌西斯Q的電話。
進入PSYREN後，通常附近都會有公共電話，將公共電話接起後，就代表遊戲開始。遊戲的終點可由公共電話中的影像來確認，但終點其實也就是另一個公共電話。抵達終點後，拿起電話聽筒，將紅色電話卡插入公共電話中，即可返回現代日本。
而後，還是要繼續參與遊戲才行，直到紅色電話卡中的額度用完為止。當腦中的PSI力量覺醒後，可將電話卡放至額頭，讓電話卡感應腦中的PSI力量，就可以看見電話卡的剩餘額度與遊戲規則。

#### PSYREN世界
遊戲舞台為2018年的日本，處處是荒野和沙漠，地形也有了極大的改變。

##### W.I.S.E
PSYREN世界中，統帥禁忌人種的謎樣組織。2010年世界毀滅的元兇。最高層人員皆以「星將（せいしょう）」稱呼之。

##### 禁忌人種
W.I.S.E活捉人類後加以改造的異形生物。在PSYREN世界裡到處徘徊，非常的凶暴且危險，見到人就殺。樣子非常多種。

### PSI（Sai）
“PSI”是可以讓所有腦細胞，瞬間發揮100%活性化的『思念之力』。但平時人們所用的腦細胞卻用不到全部的一成，有九成處於睡眠狀態。PSI是一種過度用腦的危險力量。所以人類在進化時，在腦裡做了限制，並將PSI的力量封印了起來。
但是吸進了PSYREN世界被污染的空氣，受到感染（起初會有發高燒、流鼻血等症狀，睡個覺就會好，此即為PSI力量覺醒的徵兆）後，腦中的“限制裝置”會解除，PSI力量覺醒。
PSI能力的覺醒者，其五感、體能，都可以突飛猛進。肌肉力、視力、聽力、反射神經會提升的力量因人而異。

#### 基本的PSI
BURST（爆破）
將體內的PSI轉變為物理性的波動，向外施放，使人不用接觸任何東西，就可以讓物體移動的念力、自然現象等…。
TRANCE（心破）
用心電感應等對施予作用力的力量，也可以用來催眠人破壞別人的心智。
RISE（強化）
讓人體的感覺機能、肌肉力、治癒力提高。細分為「SENSE」和「STRENGTH」兩種，「SENSE」是提高感覺神經，「STRENGTH」則是提高身體能力。
CURE（治癒）
加速傷口的癒合並回復，是BURST+RISE的綜合能力。
NOVA
：即是BURST、TRANCE、RISE綜合的能力，學習中若沒有掌控好可能會被吞噬掉。揚羽父親與星將「朱納斯」戰鬥所使用的能力。此能力使用過久會造成大腦及精神崩潰。

### 年表
故事中的歷史會因為未來而改變。到單行本第8集為止是2008年7月。

## 登場人物
配音員為VOMIC的配音。

### PSYREN主要的流浪者
夜科揚羽（Yoshina Ageha，（配音員：櫻井孝宏））
白瀧高中1年C班。居住於愛知縣白瀧町。身高168cm。藍色短髮。小學時母親過世，現與姊姊吹雪同居。喜歡打架，在學校裡宣稱只要拿1萬元就可以解決任何事。
PSI能力為「暴王」擁有最強的破壞力量，在「暴王」的力量下產生的黑球會吞噬一切觸碰到的東西，並且會自動對PSI產生反應一旦失控就會不分敵我的追擊PSI的來源，在揚羽學會「NOVA」後得以完全控制力量並且解放全部的潛力，以「暴王」的姿態戰鬥並且無論使用多少力量大腦都不會有負荷。
雨宮櫻子（Amamiya Sakurako，（配音員：堀江由衣））
揚羽的青梅竹馬，現與揚羽同班。水藍色頭髮的眼鏡娘。身材纖瘦、容姿端正。個性怪異，被同學稱為“冰之女王”且避而遠之，也有被一些同學嘲弄一番。對揚羽抱有好感。
PSI中擅長「TRANCE」和「RISE」，為了彌補物理性戰能力不足會攜帶武器去未來戰鬥，後來從天樹院愛爾莫那裡得到過去的人用PSI力量打造的妖刀「心鬼紅骨」，在學會「NOVA」後可以將心中的另一個人格「深淵」實體化，並且也擁有某種程度的讀心能力。
朝河飛龍（Asaga Hiryū）
地久和高中一年級。揚羽稱他為“飛龍”。身高187cm的魁武體格，茶色頭髮。在當地相當的出名，被稱作“一條龍”。為了尋找消失的好朋友辰央而來到PSYREN的世界。與揚羽、櫻子在小學同班半年。現在在PSYREN的世界再次相遇。小學時很矮，身體不是很好，戴著牛奶瓶底厚的眼鏡，經常被揚羽欺負，現在的樣子則是他經過一番努力的成果，現與揚羽為互信關係。
PSI的能力是具現出龍的姿態，包括尾巴、龍爪、翅膀等。
望月朧（Mochizuki Oboro）
21歲。演員。外表看起來像是成熟的大人，事實上卻有點幼稚。討厭紀律，善惡、倫理道德基準由自己決定。
是CURE的能力者，在遭遇夏依納襲擊的時候陷入死亡邊緣，為了生存而奪取了禁忌人種的生命身上也出現了無數的「伊露米娜」，還可以和禁忌人種融合進而控制其行動。
霧崎兜（Kirisaki Kabuto）
個性輕浮的年輕人。頭上戴著紅色的頭巾。典型的女性第一主義者，對男性和女性的態度有明顯的差異。
擁有可以看到死亡威脅的「幻視」能力，其後覺醒的PSI能力能夠扭曲死亡威脅，在加以反還給對方。
真名辰央（Mana Tatsuo）
通稱“辰央”。飛龍的後輩。來到PSYREN後，被禁人種強制改造成禁人種，並且對他洗腦，被下令只要見到人類就抹殺掉。被揚羽打敗後恢復意識，並繼續留在PSYREN世界以尋找遺失的電話卡。在未來世界終結時被07號連同其他人一起被傳送到原來世界的一年後。
PSI能力是槍，能射出PSI的能量彈。

### PSYREN的關係人物
八雲祭（Yagumo Matsuri）
通稱祭老師。世界著名的鋼琴家，但是對古典音樂卻不太感興趣。身材高瘦的女性，喜歡喝酒，有時在音樂會開始前也會喝。她所持有的電話卡額度已經達到0，因此不會再被尼彌西斯Q召喚至PSYREN世界，對PSYREN世界有深刻的了解。對於使用PSI已經是老手級，並教導雨宮如何使用PSI。她也是讓雨宮顯現出她光明的一面的人。
天樹院愛爾莫（Tenjuin Erumoa）
世界級的大富豪，因為丈夫被尼彌西斯Q所殺所以提供5億的天價來懸賞解開尼彌西斯Q之迷的人。
PSI能力是極度偏重「TRANCE」的「幻視」能力者，可以預知未來，因為預知到未來世界的毀滅所以收養在現在覺醒的PSI的孩子想作為拯救世界的希望。

### 協力者
雹堂影虎（Hiyoudou Kagetora）
在現代覺醒的PSI能力者（並非進入PSYREN世界覺醒）。擅長使用RISE。
東雲嵐（Shinonome Ran）
能使用PSI力量的青年。使用空間操作系的PSI「魔術室」。
夢路晴彥
嵐的朋友，是能使用電流的PSI能力者，殺傷能力並不高但是可以解除別人的PSI。

### 愛爾莫・伍德的孩子們
天樹院凱爾/卡爾（Tenjuin Kairu）
十分擅長RISE與空間防禦，與揚羽有著深厚的友情。
天樹院菲迪莉嘉（Tenjuin Furederika）
能操控火焰的傲嬌系女孩。
天樹院瑪麗（Tenjuin Marī）
擁有移動物件的PSI能力，喜歡著揚羽。
天樹院蕭（Tenjuin Shao）
紮馬尾的男子，其PSI能力還高深莫測，擁有著讀心的能力並且可以消除別的人PSI，喜歡瑪麗。
天樹院梵（Tenjuin Van）
擁有CURE能力的少年，嗜好甜品。

### PSYЯEN遊戲的主辦者
尼彌西斯Q的主人(暱稱)
政府私下研究PSI的第2批實驗體通稱「格裏高利07號」，是06號「天戲彌勒」的姊姊。
PSI是能夠逆轉時間的「NEMESIS」，由於自身無法承受時空轉換的衝擊，所以對「NEMESIS」設下PSI程式到過去尋找協助者來阻止自己的弟弟。

### W.I.S.E
天戲彌勒（Amagi Miruku）
W.I.S.E的設立者，政府私下研究PSI的第2批實驗體通稱「格裏高利06號」。兩手刺青的青年。
PSI的能力是「生命之樹（セフィロト）」，會發出樹狀的光，可以奪取他人生命力歸為己用。
古拉那（Gurana）（天修羅）
W.I.S.E的第一星將，政府私下研究PSI的第1批實驗體通稱「格裏高利01號」。在現代時，他搭乘便車想要出國前往外面的世界，被天戲彌勒破壞高速公路與殺人攔了下來，並與天戲彌勒對決，雖然敗北，卻漸漸了解了天戲彌勒的想法。
使用力量強到連陽光都能扭曲的念動力。
朱納斯（Duyunasu）（神刃）
W.I.S.E的第二星將，政府私下研究PSI的第2批實驗體通稱「格裏高利05號」。眼神凶惡的黑髮男子。個性殘暴，將他人性命如螞蟻一般殘殺。
使用有諸多用途的劍形PSI。
夏依納（Shiyaina）（瞬間移動）
W.I.S.E的第三星將，在被改變過的未來裡是第四星將。使用瞬間移動。
烏拉諾斯（冰碧眼）
在被改變過得未來裡擔任W.I.S.E的第三星將。政府私下研究PSI的第1批實驗體通稱「格裏高利03號」，為了證明自己不是廢品而一直追殺古拉那。然而被擊敗後就跟古拉那一樣成為了逃亡者。
PSI的能力是冰。
卡普莉可/八星理子（Kapuriko / Yatsuboshi Riko）（創造主）
W.I.S.E的第四星將，在被改變過得未來裡是第六星將。PSI能力是將「核」創造成禁忌人種,能把畫出來的東西實體化。
多魯基（Doruki）（爆塵者）
W.I.S.E的第五星將。引起爆炸做攻擊手段，曾把兩粒禁忌人種的核心放進自己身體,最後給天樹家的艾爾殺死。
鬼瀨（潛航師）
在被改變過得未來裡擔任W.I.S.E的第五星將。本來是連續離奇殺人事件的犯人。
PSI能力是同化，能跟周圍的東西和自己的身體同化在加以蔓延。

### 其他
夜科吹雪（Yoshina Fubuki，（配音員：關山美沙紀））
揚羽的姊姊。24歲。與揚羽同樣個性粗暴，在末來與依昂結婚,還誕下一名兒子。
霧崎塔二（Kirisaki Touji）
兜的叔父。

## 出版書籍
| 集數 | 日文標題 | 中文標題     | 集英社        | 集英社                 | 東立出版社     | 東立出版社             |
| 集數 | 日文標題 | 中文標題     | 發售日期      | ISBN                   | 發售日期       | ISBN                   |
| ---- | -------- | ------------ | ------------- | ---------------------- | -------------- | ---------------------- |
| 1    |          | 都市傳說     | 2008年5月7日  | ISBN 978-4-08-874532-9 | 2009年10月14日 | ISBN 978-986-10-4385-2 |
| 2    |          | 新手上路     | 2008年7月9日  | ISBN 978-4-08-874546-6 | 2009年11月27日 | ISBN 978-986-10-4386-9 |
| 3    |          | 龍           | 2008年10月8日 | ISBN 978-4-08-874580-0 | 2009年12月31日 | ISBN 978-986-10-4432-3 |
| 4    |          | 暴王之月     | 2009年1月10日 | ISBN 978-4-08-874620-3 | 2010年1月27日  | ISBN 978-986-10-4433-0 |
| 5    |          | 幻視         | 2009年3月4日  | ISBN 978-4-08-874654-8 | 2010年4月21日  | ISBN 978-986-10-4434-7 |
| 6    |          | 突襲作戰     | 2009年6月4日  | ISBN 978-4-08-874682-1 | 2010年5月24日  | ISBN 978-986-10-4435-4 |
| 7    |          | 改變·12月2日 | 2009年8月4日  | ISBN 978-4-08-874716-3 | 2010年6月18日  | ISBN 978-986-10-4436-1 |
| 8    |          | 光           | 2009年11月4日 | ISBN 978-4-08-874737-8 | 2010年7月29日  | ISBN 978-986-10-4824-6 |
| 9    |          | 活著的島     | 2010年1月4日  | ISBN 978-4-08-874766-8 | 2010年8月27日  | ISBN 978-986-10-5169-7 |
| 10   |          | 各自的天空   | 2010年3月4日  | ISBN 978-4-08-870013-7 | 2010年9月27日  | ISBN 978-986-10-5400-1 |
| 11   |          | 實驗體的二人 | 2010年4月30日 | ISBN 978-4-08-870048-9 | 2010年11月2日  | ISBN 978-986-10-5547-3 |
| 12   |          | 血與覺悟     | 2010年7月2日  | ISBN 978-4-08-870104-2 | 2010年12月3日  | ISBN 978-986-10-6080-4 |
| 13   |          | 潛入         | 2010年9月3日  | ISBN 978-4-08-870149-3 | 2011年2月18日  | ISBN 978-986-10-6475-8 |
| 14   |          | NOVA         | 2010年12月3日 | ISBN 978-4-08-870158-5 | 2011年5月3日   | ISBN 978-986-10-7045-2 |
| 15   |          | 警報         | 2011年2月4日  | ISBN 978-4-08-870178-3 | 2011年7月25日  | ISBN 978-986-10-7463-4 |
| 16   |          | 相連的世界   | 2011年3月4日  | ISBN 978-4-08-870188-2 | 2011年9月23日  | ISBN 978-986-10-7464-1 |

### 小說
著者為SOW。（JUMP j BOOKS）
1. PSYREN another call 1 紅蓮の聖誕（2010年9月3日發售、ISBN 978-4-08-703231-4）
2. PSYREN another call 2 未来は君の手の中に（2011年3月4日發售、ISBN 978-4-08-703239-0）

## 有聲漫畫
集英社的有聲漫畫「VOMIC」，於2010年1月的Jump專門情報番組《Sakiyomi Jum-Bang!》上進行放送，同年2月於VOMIC官方網站上配信中。

### 配音員
- 夜科揚羽：櫻井孝宏
- 雨宮櫻子：堀江由衣
- 碓氷：園部啓一
- 夜科吹雪：關山美沙紀
- 坂口：金光宣明
- ヒロキ：中西英樹
- 倉木まどか：堀口あすか
- 奥村：川野剛稔
- 電話的人聲：松来未祐

## 外部連結
- （日語）
- 週刊少年Jump官方網站（页面存档备份，存于）
- 《PSYREN》集英社VOMIC内介紹頁